# Будинок творчості композиторів «Ворзель»

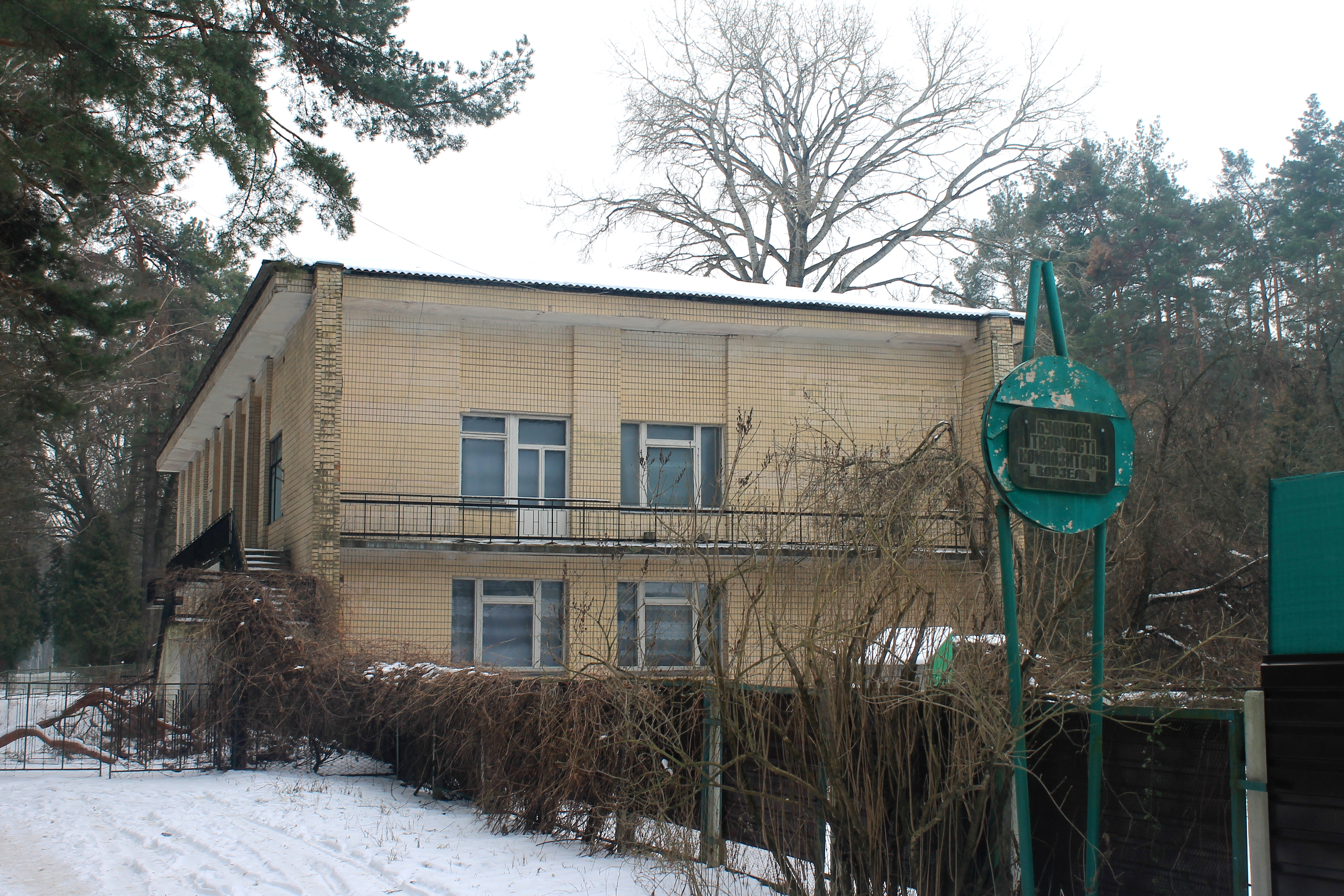
Будинок творчості композиторів Ворзель, вхід і центральний корпус

Будинок творчості композиторів «Во́рзель» (БТК «Ворзель») — заклад, що належить Спілці композиторів України, один із шести закладів подібного типу, які існували в СРСР і єдиний — в Україні. Територія БТК займає площу 8 га, на якій розташовано 21 будинок (дво-, трикімнатні з усіма побутовими зручностями) на відстані 150–200 м один від одного, двоповерховий корпус з їдальнею та концертним залом на 120 місць, а також двоповерховий пансіонат на 12 номерів. Розташований у місті Ворзель (звідки й назва) на вул. Ворошилова, що неподалік залізничної платформи Кичеєве

## Історія
Раніше був дачею української актриси Ганни Борисоглібської (1868–1939). Вважається, що перейшов у володіння НСКУ згідно з заповітом актриси. Відповідну меморіальну табличку встановлено на одному з будинків. Однак, існує документ, що свідчить про передачу дачних будинків у власність спілки композиторів згідно з постановою Ради народних комісарів Української РСР, що передбачала відшкодування вартості будинків її спадкоємцям
У радянські часи «Ворзель» був одним із шести подібних закладів на території СРСР. Першим директором будинку творчості був Яків Степанович Березовський. Композитори з усіх республік мали можливість знімати номери за пільговими цінами, дофінансування здійснювалося на відрахування з виконаних творів композиторів.
Протягом більш ніж 40 років, у 1965–2010 роках, директором БТК «Ворзель» була  Олена Іванівна Куц. У цей період в будинку творчості працювали над своїми творами такі композитори як Костянтин Данькевич, Георгій Майборода, Андрій Штогаренко, Олександр Білаш, Євген Станкович і багато інших, займалися також піаністи, серед яких Микола Сук та музикознавці. Зокрема О.Білаш тут написав пісню «Два кольори» , Г. Майборода — опери «Тарас Шевченко» та «Ярослав Мудрий», В.Сильвестров — 6-ю симфонію і «Метамузику»
1998 року відповідно до Постанови Про передачу нерухомого майна творчим спілкам майно будинку творчості композиторів «Ворзель» було передано на баланс Національної спілки композиторів. Незважаючи на фінансові труднощі, до 2011 року в будинку творчості проводилися міжнародні музичні майстер-класи і корнкурси, майстер-класи хореографів, художників «Образование и искусство XXI века» тощо.

## Сучасність
2010 року, зі зміною влади й, одночасно, зміною керівництва НСКУ О. Куц змушена була залишити посаду директора БТК «Ворзель», натомість директором було призначено І. Закалюжного В цей час БТК починає приходити в занепад. Невелику частину території було продано — на ній тепер розташовано приватний музей музичної культури, в якому зібрані матеріали та особисті речі композиторів, що працювали у Ворзелі. Натомість роялі з інших будинків були при цьому евакуйовані в теплі приміщення. На виручені кошти було заплановано відремонтувати 9 будинків, але плани лишились не реалізованими.
2013 року Будинок творчості композиторів «Ворзель» остаточно припинив свою діяльність. В цей час починають з'являтися численні свідчення активістів про цілковитий занепад, пограбування і руйнування БТК
Інтенсифікація зусиль з порятунку Будинку творчості починається у 2015 році після призначення на посаду директора композитора Євгена Петриченка. На його думку основною причиною припинення діяльності стало введення в дію нового Податкового Кодексу. Для вирішення цієї проблеми на початку 2015 року за зверненням Координаційної Ради творчих спілок у Верховній Раді України було зареєстровано Проект Закону про внесення змін до статті 282 Податкового кодексу України (щодо звільнення від сплати земельного податку будинків творчості).. Ініціатором законопроекту виступив депутат фракції "Народного фронту" М. Гаврилюк. Цей проект пройшов розгляд у комітетах, одержав позитивний висновок щодо відповідності проекту вимогам антикорупційного законодавства, проте з невідомих причин так і не був поставлений на голосування
У 2019 року у ЗМІ з’явилася інформація про те, що 51% Будинку творчості було продано ТОВ “ГАЛС”. У 2020 повідомлялось про початок реставраційних робіт у Будинку творчості, проте залученню іноземних інвесторів перешкоджають невідомі активісти.

## Галерея

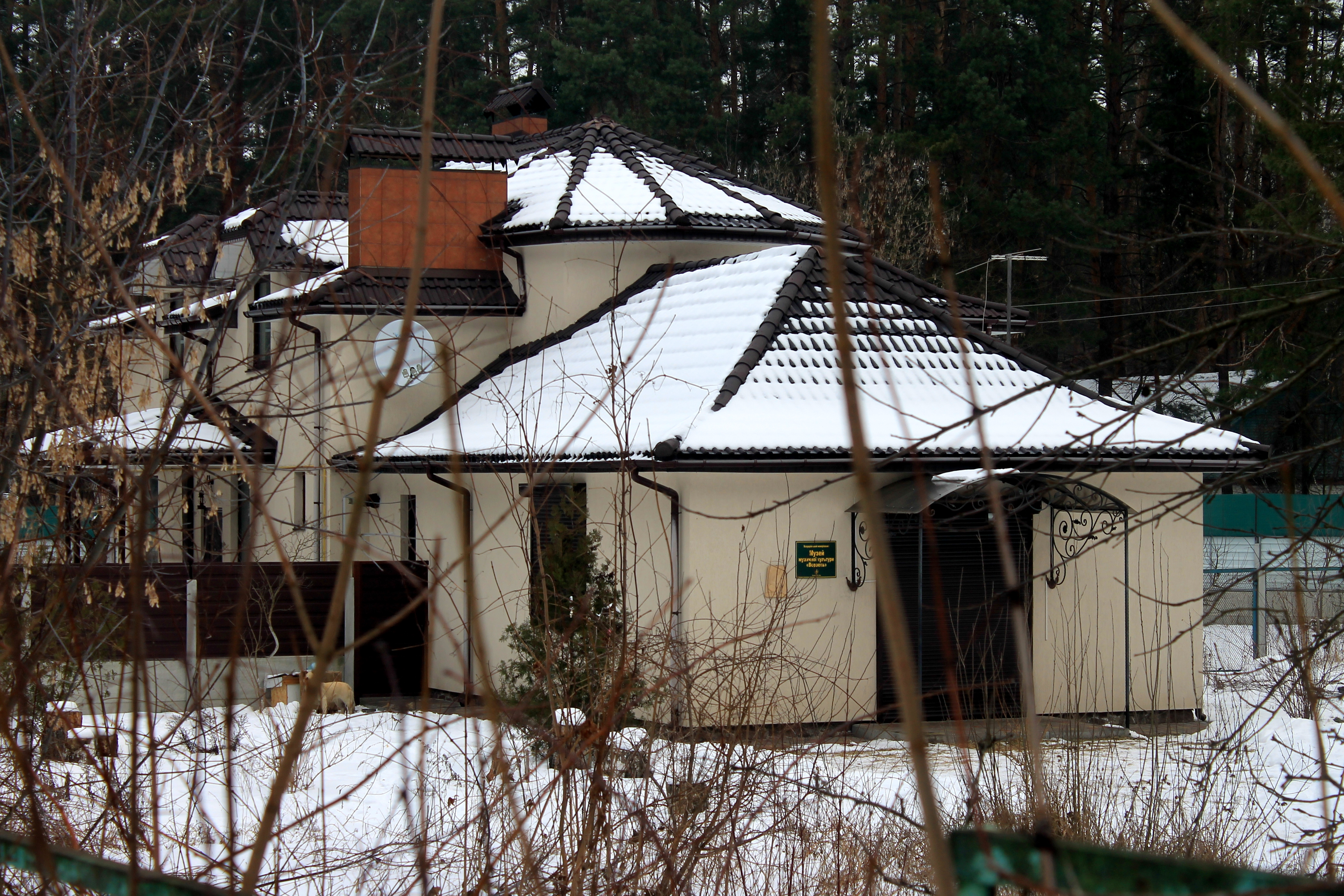
Музей музичної культури при будинку творчості композиторів «Ворзель»
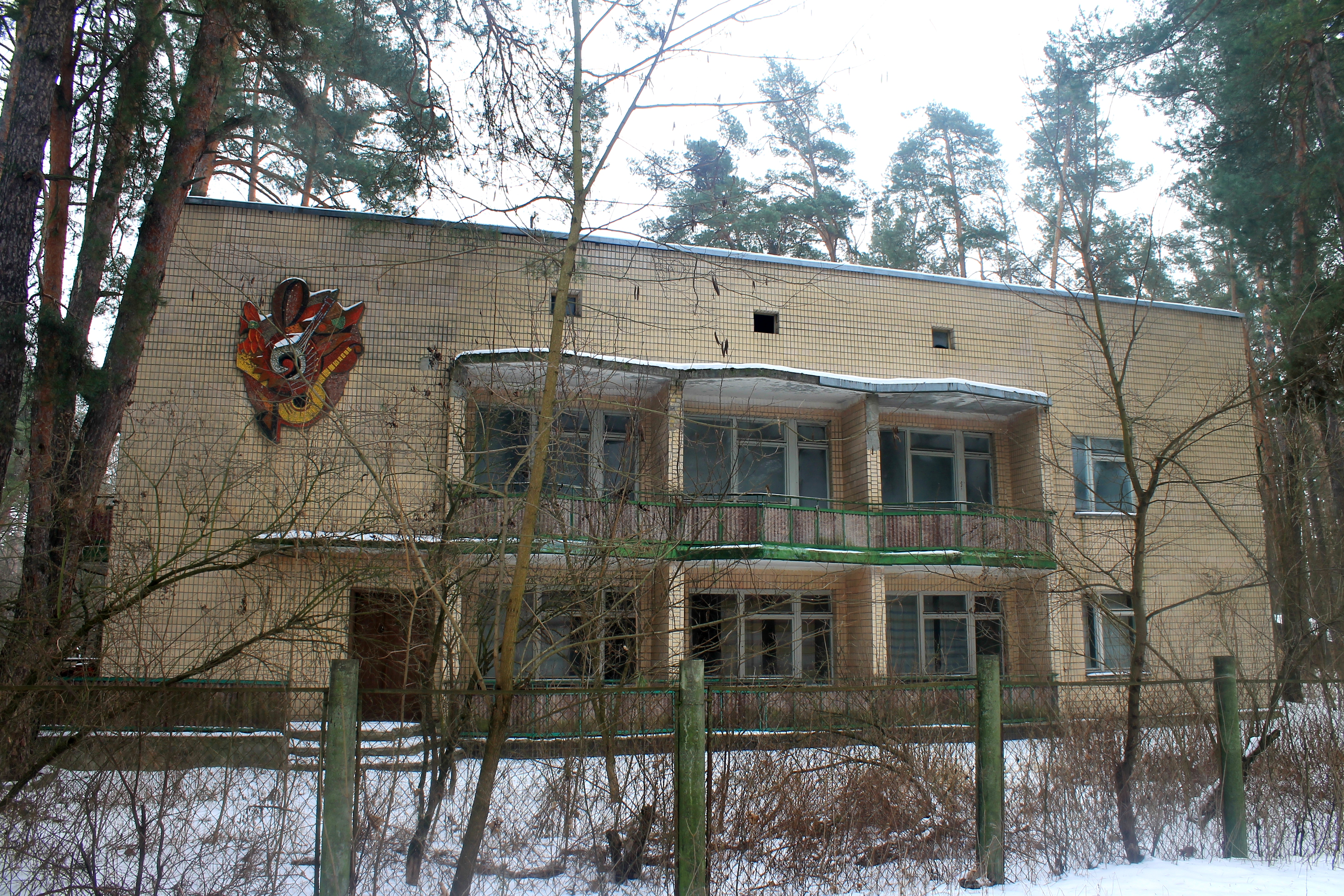
Пансіонат на 12 номерів
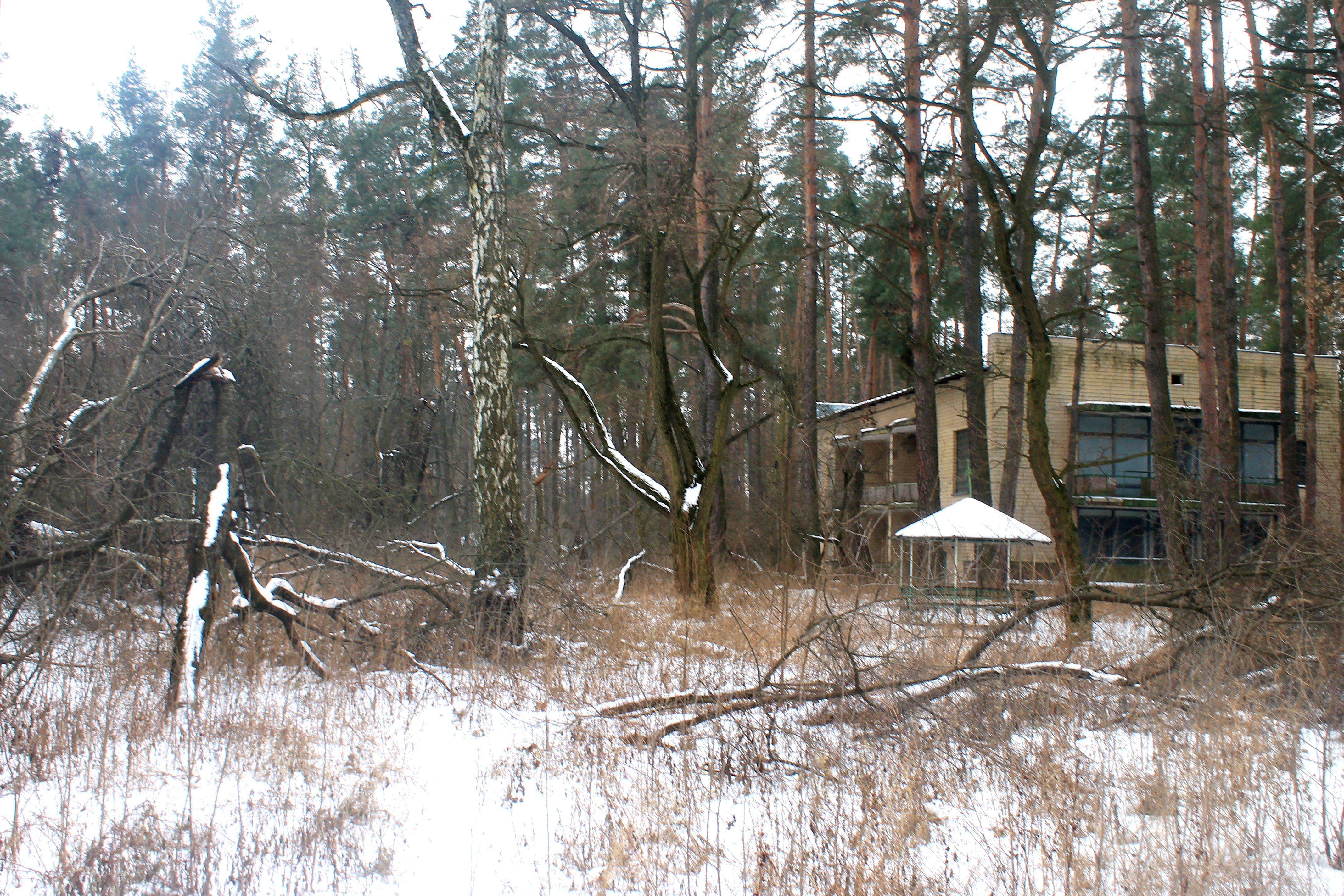
Будинок творчості композиторів Ворзель, територія з поваленими деревами
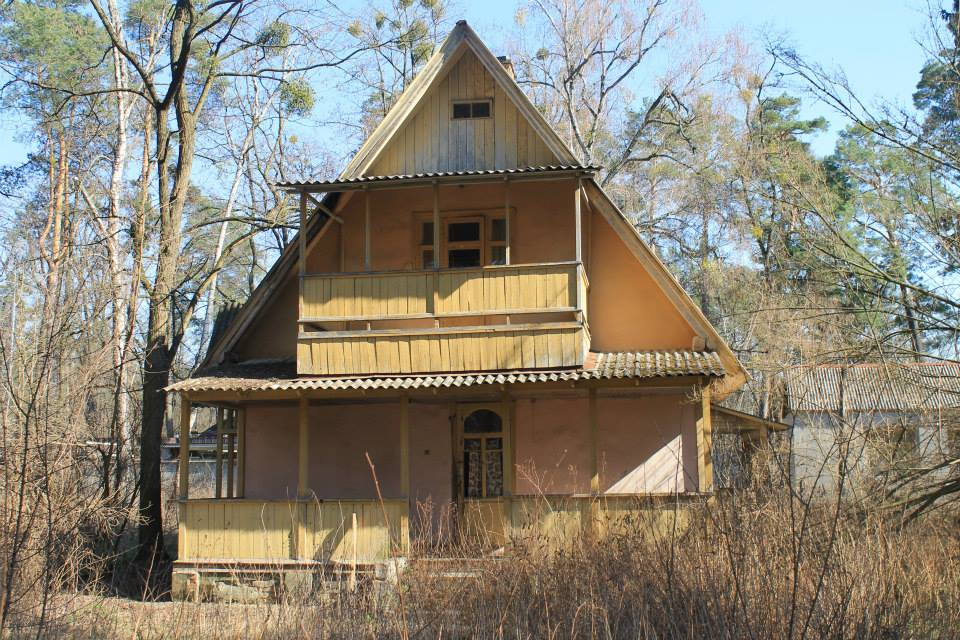
будинок актриси Г.І. Борисоглібської
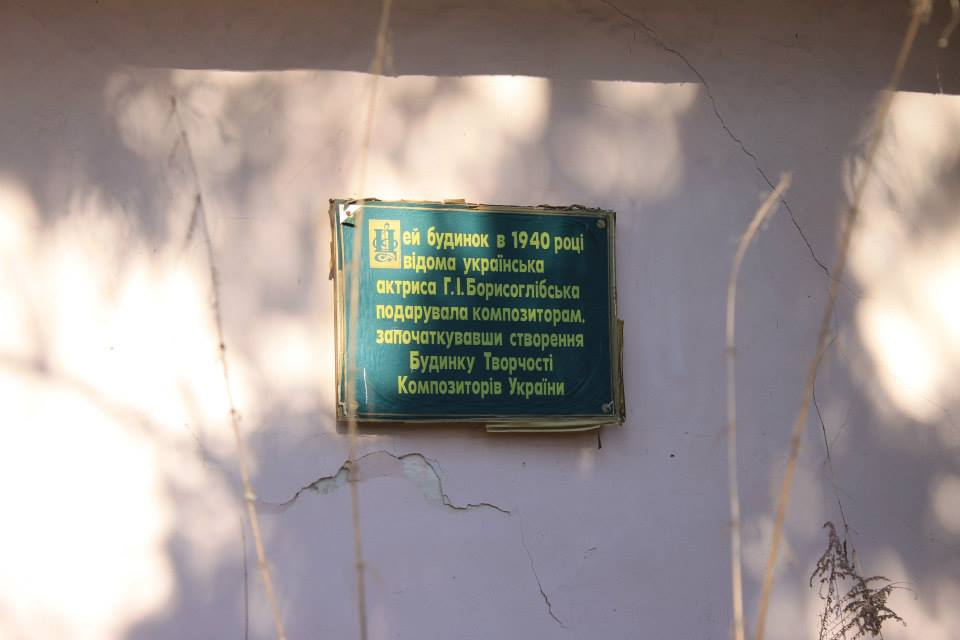
пам'ятний знак про Г.І. Борисоглібську
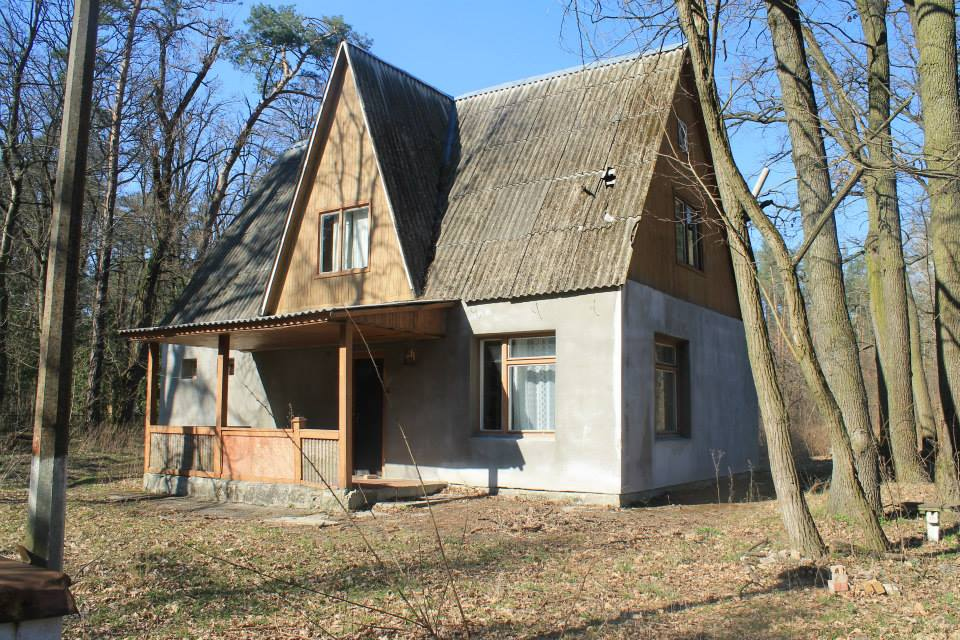
дача №1
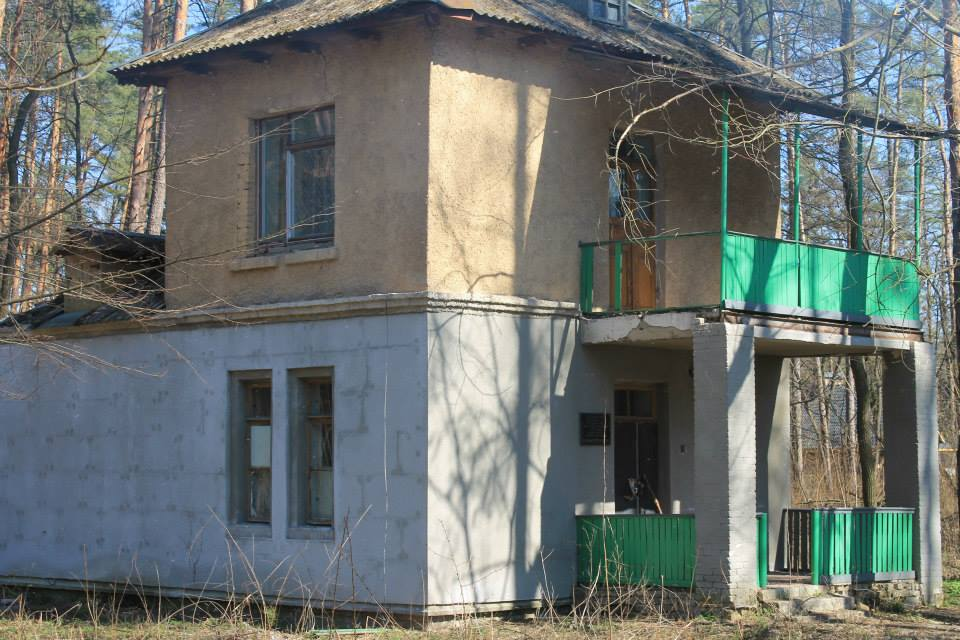
дача №2
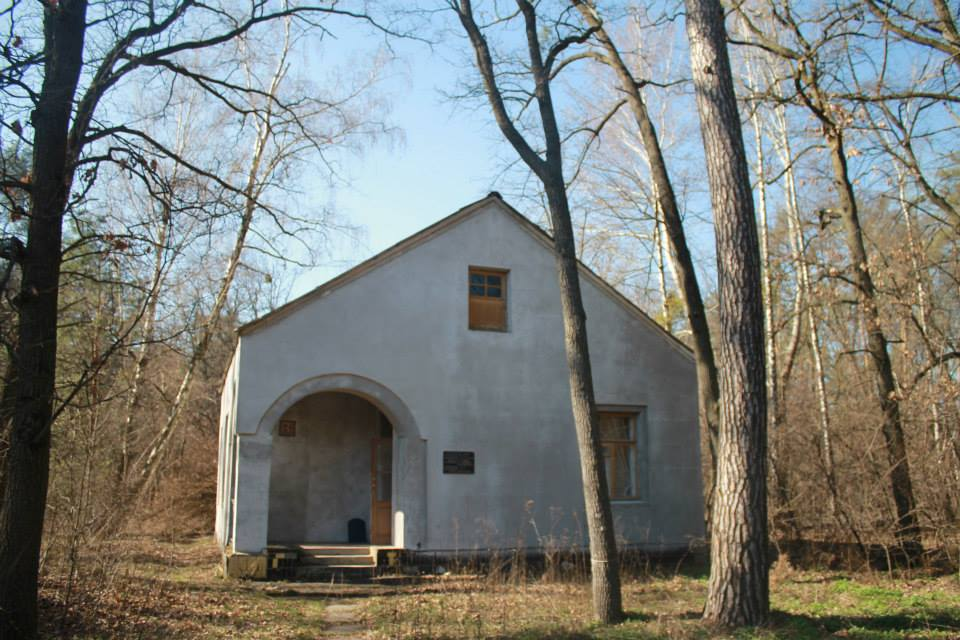
дача №3